# Raja
Raja (Sanskrit, m., राज, rāja, [ɽɑːʤʌ], konge, fyrste, hersker) er titlen til en indisk hersker. Den kvindelige form er rani. Formen maharaja betyder "konge". Ordet er beslægtet med latinsk rex, regis, regnum og dansk rige.
I dag anvendes titlen kun som ærestitel blandt Sydasien og Sydøstasiens gamle adel og har ingen politisk betydning – med én undtagelse: regenten af den lille malajiske delstat Perlis er den sidste regerende raja.
Raja er også et indisk personnavn, og artistnavnet til den russisk-norske artist Raya Bielenberg.
Rajah er navnet på tigeren i tegnefilmen Aladdin.